# Arum palaestinum
Arum palaestinum är en kallaväxtart som beskrevs av Pierre Edmond Boissier. Arum palaestinum ingår i Munkhättesläktet och i familjen kallaväxter. Inga underarter finns listade.

## Bildgalleri

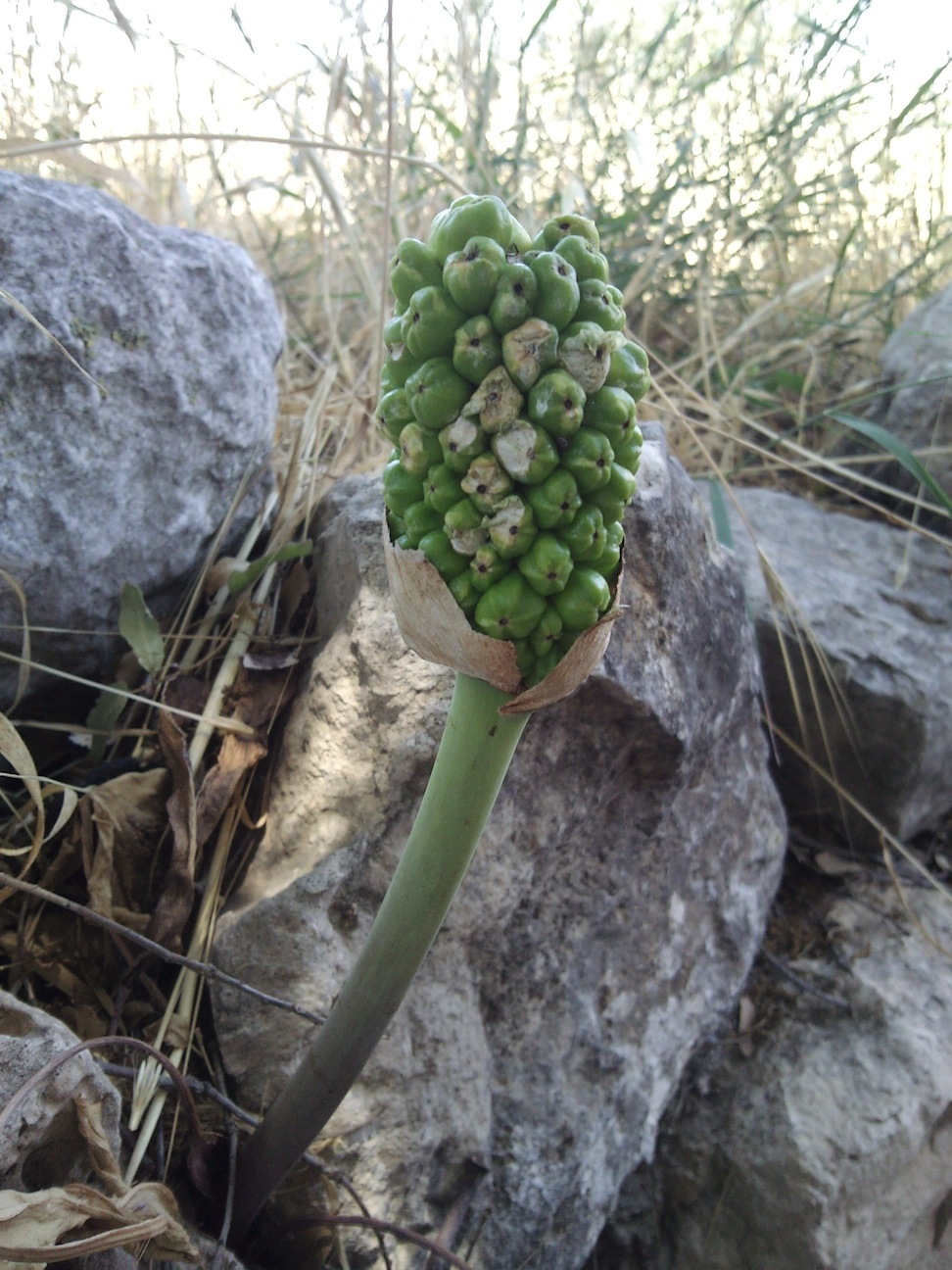